# 費蘭墀
费兰墀（1769年—1825年），字秀生、一字心谷，号朵云。江苏吴江县（今江苏省苏州市）人。

## 生平
生于清乾隆三十四年（1769年），嘉庆七年（1802年）壬戌科进士二甲第十三名。著有《蘧庵文钞》，恭寿堂出版，同治十二年（1873年）重刻本。卒于道光五年（1825年）。
道光三年（1823年）间，江浙地区洪灾泛滥。费兰墀上书吴江老乡、御史程邦宪，陈述水情，揭露吏胥借赈灾中饱私囊，提出对捐银千两者给予九品以外官衔，以奖励地方士绅捐助。
他主动监督本地赈灾银两的发放，不经上级官吏之手，避免层层官吏克扣。当年，吴江、震泽两县乡绅未经官府的直接捐款高达十万。
他积极扶贫救困，乐善好施。例如组织人力打捞因洪灾到处漂流的上万具浮棺，腾出自家私田并另购山地安葬于苏州郊外做义冢，倡导在县城设立仁善公局，同里镇设立仁仁堂等。
在给与他的同科进士、苏州知府邱南屏的信中，他指出吴江、震泽、苏州的漕务之弊，分析本地一亩田所缴赋税(一斗八九升)为西北各省十倍数太不合理，认为苏州一带赋税过重，并请奏明朝廷减额。书信原文：“大吏仰蒙圣主简任，值此重灾，自无不悉心讲求荒政。……今吴中吏治，稍稍整饬，求其如循吏之为，尤未可信，其何以拯民于饥溺而赐之更生也？近年各省州县自查报被灾分数以至平粜赈恤，一一奉行无阙，然非州县真能尽心核实，则此数着皆无益于灾民。州县固不敢讳灾，或有稍存粉饰，未尝亲身周历灾区，内委之幕友，外假手吏胥，则分数容有不实，而赈粜皆足以致弊。故曰：救荒以州县为重，州县得人最难。救荒之要，在于尽心力以求实惠之及民，而不惟其文具也！”五十年后，减税三分之二得以实施。